# نیل اسمیت (طبل‌زن)
نیل اسمیت (انگلیسی: Neal Smith؛ زادهٔ ۲۳ سپتامبر ۱۹۴۷) موسیقی‌دان، ترانه‌پرداز اهل ایالات متحده آمریکا است.